# Heinrich Hoops
Heinrich Hoops (* 10. Juli 1867 in Bremen-Rablinghausen; † 29. Oktober 1946 in Bremen-Oberneuland) war ein deutscher reformierter Pastor.

## Biografie
Hoops' Vater – Johann Jakob Hoops – war seit 1858 Lehrer in Bremen, seit 1864 dann Schulvorsteher in Rablinghausen. Heinrich Hoops besuchte dort die Gemeindeschule, und bis 1887 dann das Alte Gymnasium  in Bremen. 
Er studierte Theologie an der Universität Marburg, Universität Gießen, Universität Halle und der Universität Bonn. Von 1891 bis 1892 war er Hilfsprediger in Langenholzhausen bei Lemgo. Er erhielt 1893 die Doppelpfarrstelle in Mittelsbüren und Grambke. Großen Anklang fanden immer seine plattdeutschen Predigten in St. Ansgarii und in einigen umliegenden Gemeinden. Er gehörte einigen kirchlichen Gremien, seit 1920 dann dem Kirchenausschuss der Bremischen Evangelischen Kirche an. Er gründete einen Beerdigungsverein sowie eine Winterhilfe.
1933 wurde er in den Ruhestand versetzt, übte aber noch 1934 bis 1936 den Pfarrdienst in Seehausen aus. Danach zog er sich nach Oberneuland zurück, wo er bis zu seinem Tode lebte. 
Bleibende Bedeutung für die Bremer Geschichte hat Hoops durch seine vielen Vorträge und Veröffentlichungen, die sich mit der Heimatkunde des ländlichen Bremens und „Umzu“ befassen.
Ehrungen
- Die Heinrich-Hoops-Straße in Bremen Burg-Grambke wurde nach ihm benannt.

## Werke
- Geschichte der Gemeinden Grambke und Büren, 1905.
- Grambker Gemeindebriefe
- Geschichte der Börde Lesum, 1909.
- Wie Bremen evangelisch ward, 1917 urn:nbn:de:gbv:46:1-6779
- Geschichte des Bremer Blocklandes, 1927.